# Sally Yates

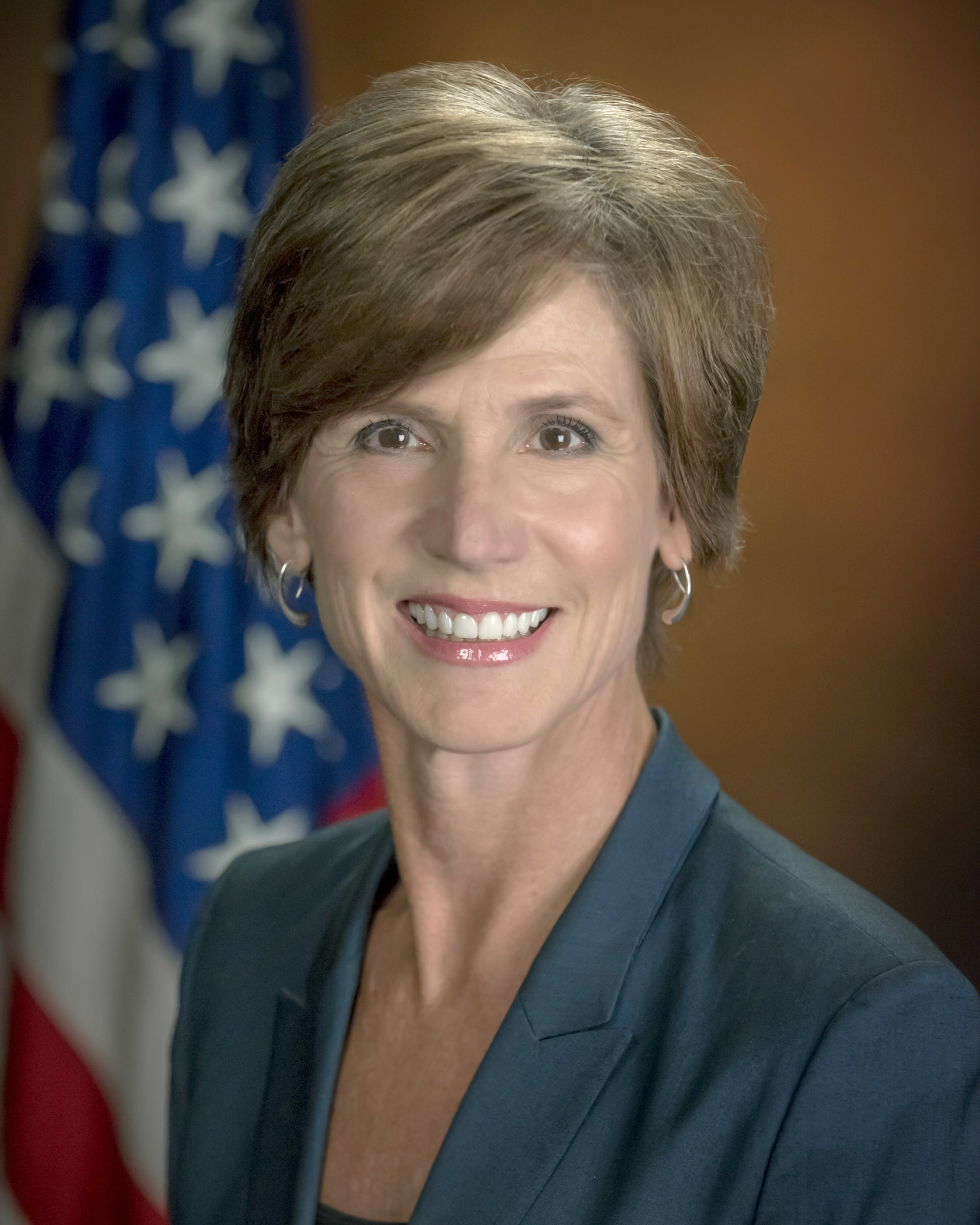
Yates in 2016.

Sally Caroline Yates-Quillian (Atlanta, Georgia, 20 augustus 1960) is een Amerikaanse juriste, advocaat en openbaar aanklager. Eind januari 2017 kwam ze in het nieuws omdat ze door de nieuw aangetreden president Donald Trump werd weggestuurd als waarnemend minister van Justitie.

## Biografie
Yates behaalde in 1982 een Bachelor of Arts in de journalistiek aan de universiteit van Georgia. In 1986 behaalde ze aan de graduate school van dezelfde universiteit een Juris Doctor. Ze studeerde magna cum laude af.
Van 1985 tot 1989 werkte ze bij King & Spalding, een advocatenkantoor in Atlanta. In 1989 kreeg ze van Congres-lid Bob Barr een betrekking als juriste bij het United States District Court voor het Northern District of Georgia. Yates specialiseerde zich in publieke corruptie en stond daar een tijdlang aan het hoofd van de betreffende afdeling als openbaar aanklager. In 1996 was ze hoofdaanklager in de zaak tegen de terrorist Eric Rudolph.

## Carrière
In maart 2010 werd ze door de Senaat bevestigd als de nieuwe officier van justitie van het Northern District of Georgia, na door toenmalig president Barack Obama te zijn genomineerd. In mei 2015 werd ze, nog steeds onder Obama, benoemd tot de nieuwe onderminister van het ministerie van Justitie.
Yates werd door de nieuwe regering van Donald Trump gevraagd per 20 januari 2017 de positie van minister van Justitie (Attorney General) waar te nemen, tot de Senaat de benoeming van Jeff Sessions zou bevestigen.
Eind januari waarschuwde Yates de regering-Trump dat de nationaal veiligheidsadviseur, Michael Flynn, niet waarachtig was geweest over zijn contacten met Russische autoriteiten en dat hij daardoor kwetsbaar was voor chantage door Russische inlichtingendiensten. De waarschuwing van Yates werd op 13 februari gepubliceerd door de Washington Post, waarna Flynn binnen enkele uren zijn ontslag aanbood. Het Witte Huis voerde als ontslaggrond aan dat hij vice-president Mike Pence had voorgelogen. President Trump zag zich hierdoor genoodzaakt het ontslag van een loyaal geestverwant te effectueren.
Yates werd op 30 januari 2017 door Trump ontslagen nadat ze zich kritisch had betoond over de door de president uitgevaardigde Executive Order 13769. Dit decreet behelsde een volledig inreisverbod voor vluchtelingen vanuit zeven landen naar de VS. Yates had de juristen van het United States Department of Justice opgedragen het decreet niet tegenover de rechtbank te verdedigen. Ze verklaarde niet overtuigd te zijn van de rechtmatigheid van het verbod.
Het Democratisch Nationaal Comité noemde Yates' besluit heldhaftig en Trump een tiran. Verschillende commentatoren vonden echter dat ze had moeten aftreden, in plaats van de president te trotseren.
- Library of Congress Control Number: no2015130776
- Nationale Bibliotheek van Israël: 987011437389305171
- Virtual International Authority File: 198144647693121874753
- WorldCat: E39PBJfCCTmhMkF8xM4tkbPCwC